# Polski Fiat 125P
La Fiat Polski 125p est la version polonaise, fabriquée sous licence par Fiat Polski entre 1967 et 1991, dérivée de la Fiat 125.
Elle était disponible en plusieurs carrosseries : berline, break, limousine berline et cabriolet 6 portes, sport et pick-up tandis qu'une version coupé restera au stade de prototype.
Basée sur la carrosserie de la Fiat 125 italienne avec une motorisation provenant des Fiat 1300/1500, elle était facilement reconnaissable par ses phares ronds au lieu des phares carrés de l'original italien. Les finitions intérieures, bien que de bon niveau, étaient plus simples que celles de l'original italien.
Elle restera en fabrication sous la marque Fiat-Polski 125P de 1967 au 31 décembre 1982, date à laquelle le contrat de licence accordé par Fiat Auto a pris fin. Elle continua sa brillante carrière sous le nom de FSO 125p jusqu'en juin 1991, date à laquelle sa fabrication s'arrêta après 1 445 699 exemplaires produits dont 874 966 exportés dans le monde.
En 1978, FSO, avec l'aide de Fiat Auto, a développé une version spécifique de la Fiat 125p appelée Polonez, qui utilisait exactement la même base mais habillée d'une carrosserie « plus à la mode », comportant un hayon. La fabrication de la FSO Polonez, dérivée de la Fiat Polski 125p qui en conservait la même base mécanique, continua jusqu'à la fermeture de la vieille usine obsolète FSO de Varsovie, rachetée par Daewoo en 2001, et qui a été mise en faillite peu après.
En 1992, alors que le gouvernement polonais voulait privatiser son secteur automobile, il offrit à Fiat la priorité pour racheter les deux constructeurs polonais FSM et FSO. Fiat Auto, qui détenait une participation importante dans FSM, racheta intégralement cette société mais refusa d'investir dans FSO dont l'usine de Varsovie, datant des années 1930 et qu'il avait lui-même conçue, n'était pas jugée restructurable.
Dix ans plus tard, Daewoo rachètera FSO mais n'y survivra que peu de temps.

## La gamme Fiat Polski 125p
- Berline 4 portes,
- Familiale 5 portes,
- Pick-up, pick-up allongé
- Limousine 6 portes,
- Limousine cabriolet 6 portes.

## Les grandes dates de la Fiat Polski 125p
- 1965 - 22 décembre : signature d'un accord de coopération entre Fiat et l'État polonais pour fabriquer un modèle désigné sous le code « 1315 » dérivé de la Fiat 1500 dans l'ancienne usine Fiat-PZinz de Varsovie, construite par Fiat en 1930,
- 1966 - avril : signature d'une annexe à l'accord de licence modifiant le modèle passé de la Fiat 1500C à un modèle hybride créé spécialement pour la Pologne : Fiat 125p dérivée de la Fiat 1500C, produite en Italie depuis 1961, mais avec la carrosserie de la nouvelle Fiat 125,
- 1967 - 28 novembre : sortie de la première Fiat Polski 125p, équipée du moteur 1 295 cm3 de la Fiat 1300, les 100 premiers exemplaires ont été fabriqués en Italie et importés,
- 1968 
  - janvier : 1re Fiat 125p produite dans l'usine FSO de Varsovie. La commercialisation du modèle débute en mars 1968. La Fiat 125 p est exporté dans les pays de l'est, RDA, Hongrie et Tchécoslovaquie. En accord avec Fiat Auto Italie, une licence est transférée à Zastava, en Yougoslavie, pour l'assemblage local du modèle baptisé Fiat 125 PZ,
  - 29 octobre : la 5 000 e Fiat 125p est produite,
- 1969 : la version avec le moteur Fiat de 1 498 cm3 est lancée durant l'été,
- 1970 
  - début des exportations dans les pays d'Europe de l'ouest, Italie exclue,
  - à partir du 1er octobre, pour satisfaire au mieux la demande, la production est assurée en 2x8 par deux équipes,
  - le 15 octobre, la 50 000 e Fiat 125p est produite,
- 1971 : commercialisation de la version break et présentation d'un prototype de version coupé sport du à Zbigniew Wattson. Le levier de vitesses au volant de la 1re série est déplacé au plancher en septembre, la 100 000 e Fiat 125p est produite,
- 1972 
  - janvier : première place au Rallye Monte Carlo dans la classe 1600,
  - octobre : présentation officielle de la version Polski Fiat 125P Pick-up,
  - la 200 000 e Fiat 125p est produite,
  - début de l'assemblage en CKD en Malaisie, Irlande et Chypre,
- 1973 
  - début de l'assemblage en CKD par Compañía Colombiana Automotriz en Colombie et El Nasr en Égypte,
  - présentation d'une version ambulance sur la base de la 125p Kombi, due à Marian Korab,
  - record d'endurance avec une Fiat Polski 125p 1300 : 50 000 km à la moyenne de 138,27 km/h,
  - juin : lancement de la version avec volant à droite pour le marché britannique,
  - 3e du Rallye de Pologne dans le Championnat du monde des rallyes 1973 avec le pilote polonais Maciej Stawowiak,
- 1974 
  - la production de l'année 1973 a dépassé les 100 000 exemplaires produits dans l'année,
  - lancement de la version Luxe MR74, 1re grande évolution de la voiture comprenant : tableau de bord noir, compteur gradué jusqu'à 180 km/h, nouvelle colonne de direction articulée, volant de la Fiat 125 italienne, contacteur côté droit, lave-glace électrique, nouveau sièges avec appuie-têtes, régulateur d'essuie-glace et lunette arrière chauffante, essuie phares et laves phares, lampes halogènes et peinture métallisée en option,
  - 20 mai : la 300 000 e Fiat 125p est produite,
  - juillet :  présentation des versions limousine 6 portes berline et cabriolet dues à Zbigniew Wattson, Stanisław Łukaszewicz et Czesław Piechur. 70 limousines et 7 cabriolets ont été fabriqués entre 1974 et 1977,
- 1975
  - début de l'assemblage en CKD par ItalThaï en Thaïlande et Indonésie,
  - 16 mars : présentation de la version Fiat Polski 125pLX due à Walter da Silva du Centro Stile Fiat de Turin, version luxueuse avec une calandre modernisée et des feux arrière identiques à la Fiat 125 Special de 1970,
  - début de la production de la Fiat 125p Pick-up avec empattement allongé de 20 cm,
- juillet 1975, Gianni Agnelli, patron de Fiat S.p.A. est invité à fêter la sortie de la 500 000 e Fiat Polski 125P,
- 1976
  - commercialisation à l'export de la une version sportive Fiat 125p 1500 Sport, équipée du moteur Fiat 115 C.076/56 développant 82 ch DIN à 5 200 trmin, de pneus 175.SR x 13 montés sur des jantes en alliage léger 5,5J modèle Grand Prix, rétroviseurs sur les 2 ailes et phares halogènes,
  - Fiat Polski développe une version course, la Fiat 125p GTI équipée d'un moteur Fiat de 1 840 cm3, dérivé d'un moteur Fiat Abarth, développant 145 ch avec une boite de vitesses à 5 rapports, 4 disques ventilés et une carrosserie avec un gros aileron allégée (850 kg) pour une vitesse de 240 km/h,
  - 8 novembre : la millionième Fiat 125p est produite,
- 1977
  - l'emblème FSO fait son apparition sur le badge Fiat Polski où la taille du logo FIAT, précédemment en lettres majuscules argentées sur fond rouge passe en minuscules rouges sur fond blanc,
  - lancement d'une version luxe équipée de phares rectangulaires, comme la Fiat 125 Mirafiori argentine,
- 1979
  - présentation d'un prototype 125p Kombi, transformé en corbillard, avec moteur électrique et en version 4x4,
  - augmentation de la charge utile de la Fiat 125p pick-up portée à 550 kg,
- 1982 : 31 décembre, fin de la licence officielle accordée par Fiat,
- 1983 : 1er janvier, les Fiat Polski 125p sont désormais badgées FSO 125p, sans autre modification que le logo, certains accessoires intérieurs sont devenus communs avec la Polonez,
- 1986
  - les moteurs Fiat 115 C qui équipent la FSO 125p sont désormais équipés de l'allumage électronique,
  - FSO présente une version équipée d'un moteur diesel VW de 1,6 l. 100 exemplaires seulement seront produits,
- 1988
  - légère variation de style du logo FSO,
  - la version avec moteur 1500 n'est plus commercialisée en Pologne,
- 1991 : 29 juin arrêt de la fabrication de la FSO 125p après une production de 1 445 699 exemplaires.

## La Fiat Polski 125pà l'étranger

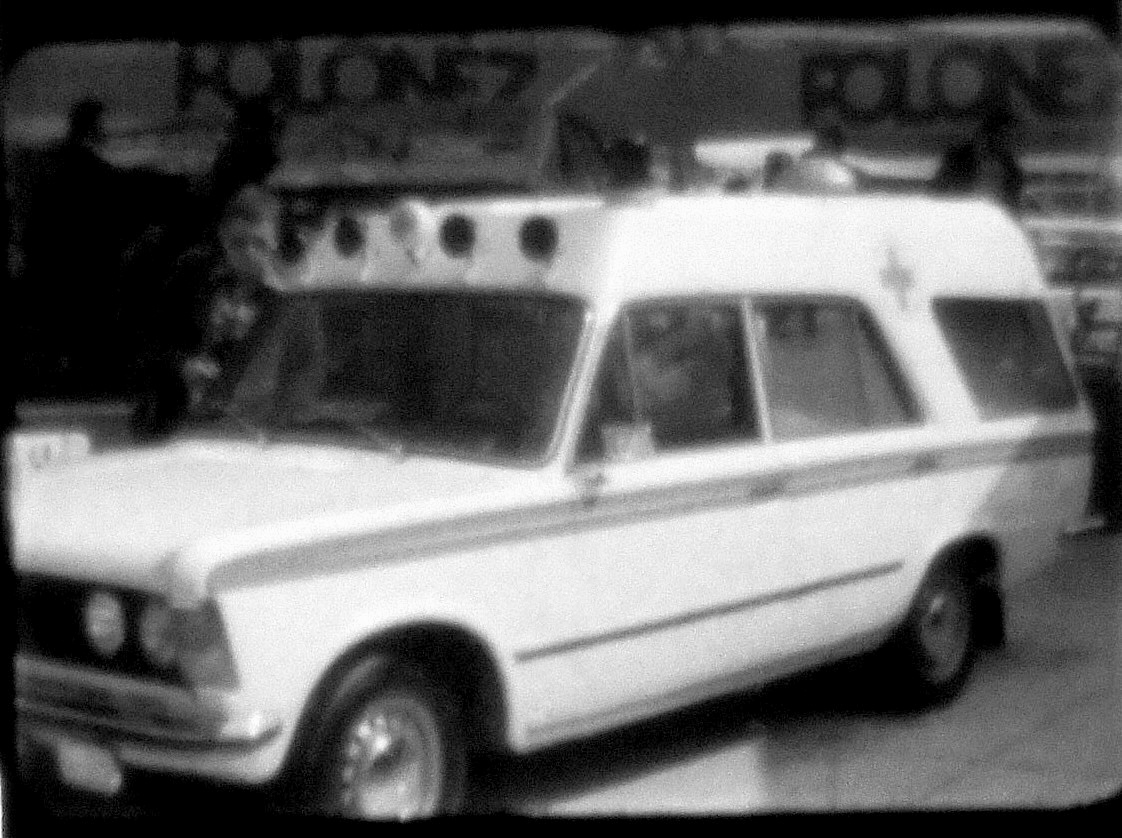
Cimos Polski Fiat 125p ambulance

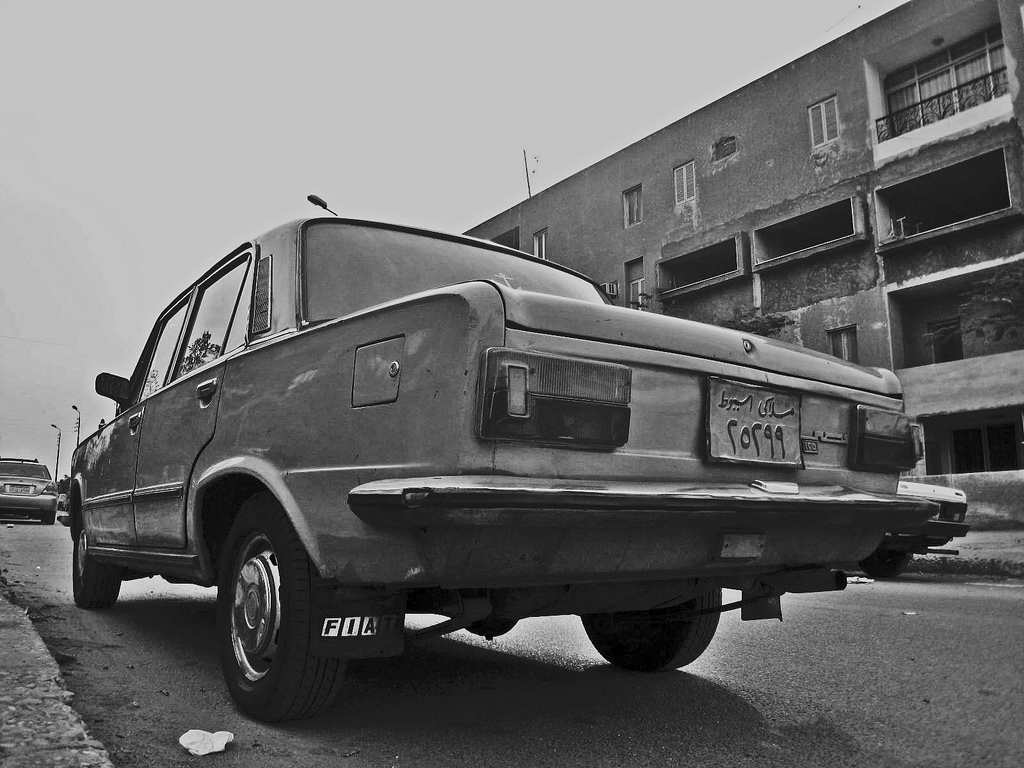
Nasr 125p en Égypte

Comme beaucoup de modèles connaissant un grand succès, 1 445 700 exemplaires produits dont 874 966 l exportés, la Fiat 125P a été également assemblée en CKD sous licence dans plusieurs pays éloignés :
- Ex Yougoslavie
  - Zastava : Le constructeur serbe Zastava, également dépendant du groupe Fiat, a assemblé 114 526 exemplaires de la Fiat 125P en CKD, en échange de la Zastava 1100 à assembler par Polski Fiat, en Pologne[1].
  - CIMOS : petit assembleur de véhicules Citroën, a transformé, à partir de 1981, une petite quantité de Polski Fiat 125p en ambulance. Le châssis utilisé était celui de la version pick-up long (allongé de 20 centimètres) pour recevoir une carrosserie spécifique conçue et fabriquée par CIMOS.

- 1972 - début de l'assemblage en CKD en octobre en Malaisie : 912, Irlande : 868 et Chypre : 870 exemplaires,

- 1973 - début de l'assemblage en CKD en Colombie : 14 875 ex et Egypte chez El Nasr jusqu'en 1983 : 21 699 exemplaires,

- 1975 - début de l'assemblage en CKD en Thaïlande : 1 873 et Indonésie : 386 exemplaires.

- 41 exemplaires de la FSO Polski Fiat 125p ont été assemblés en Chine en version familiale transformés en ambulance[2],[3].

## Galerie

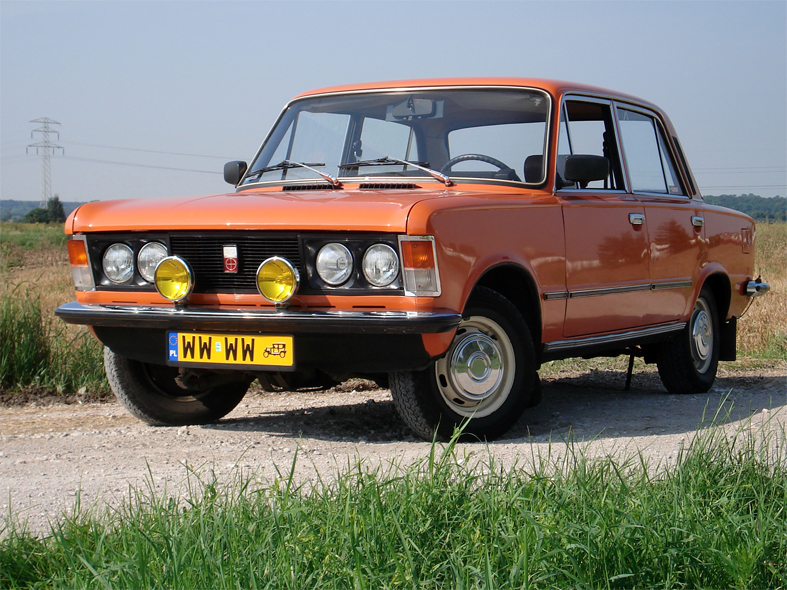
Polski Fiat 125p 1980
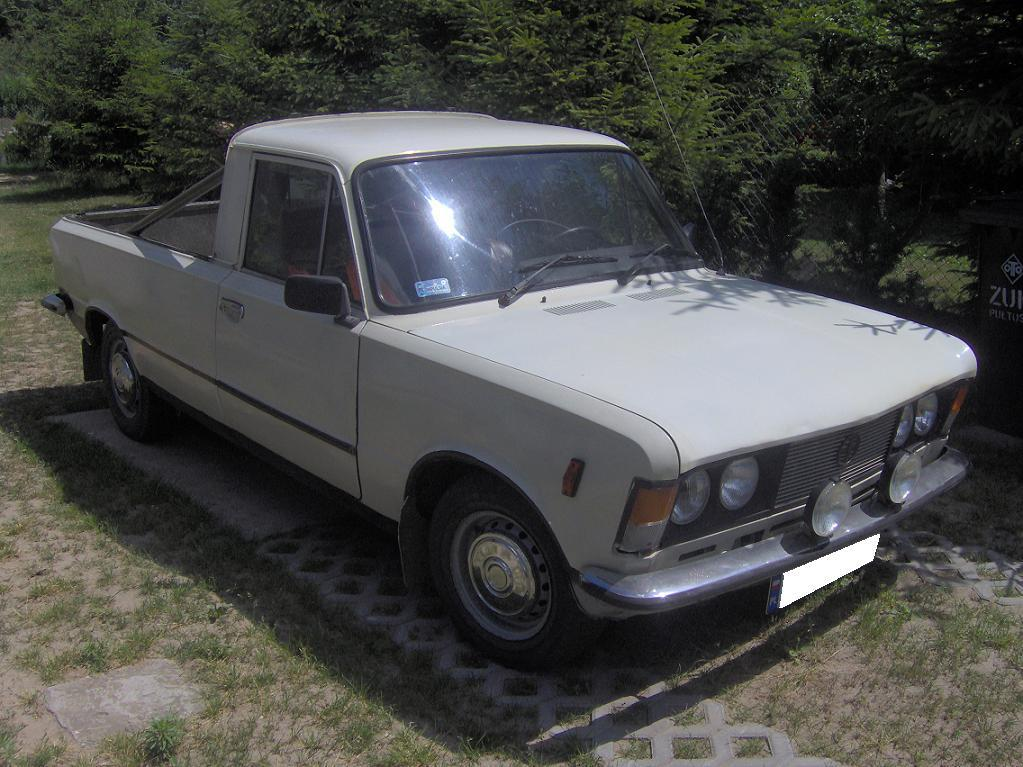
Polski Fiat 125p Pick-up
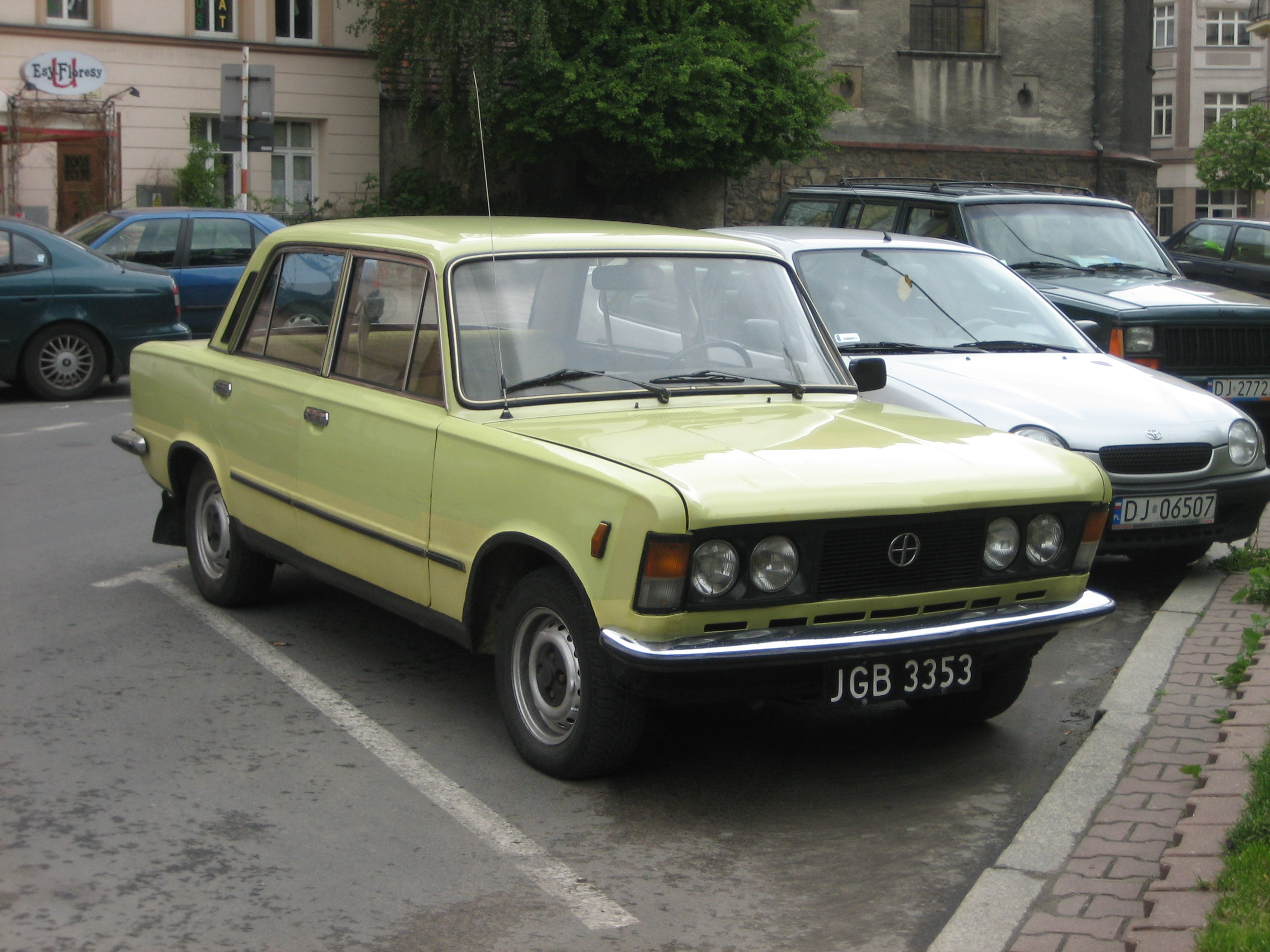
FSO 125p 1983
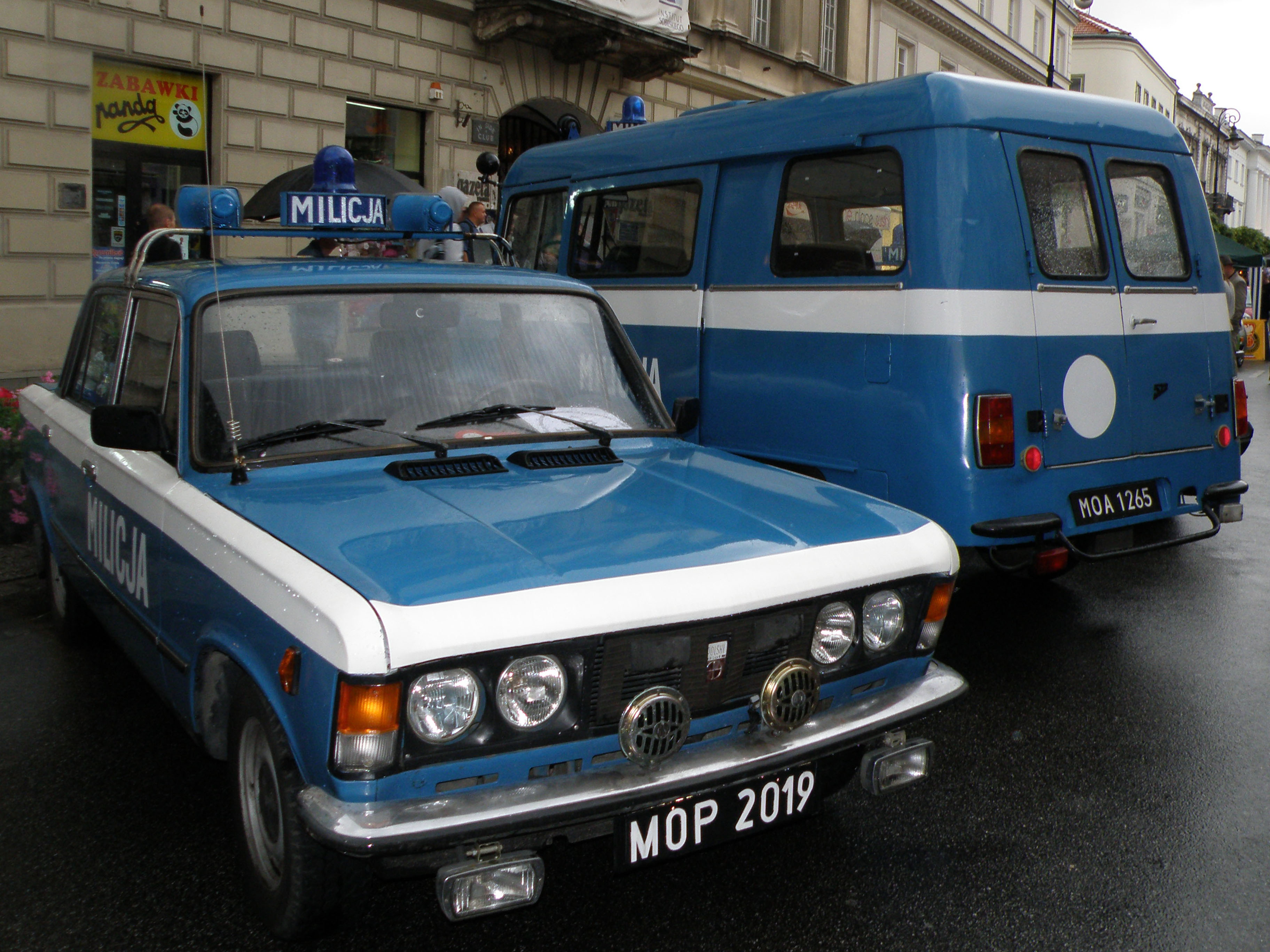
Polski Fiat 125p de la Milicja Obywatelska
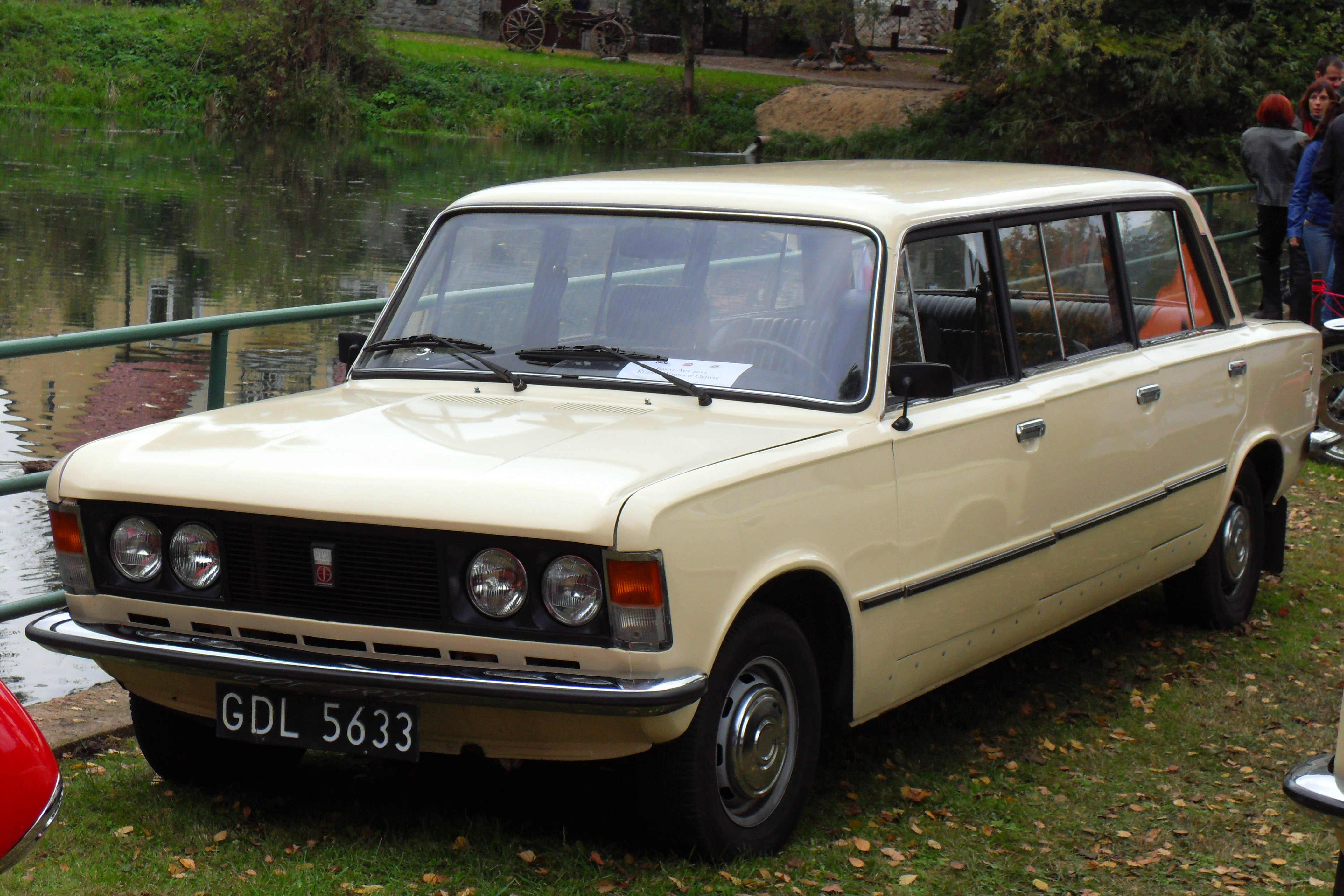
Polski Fiat 125p Limousine
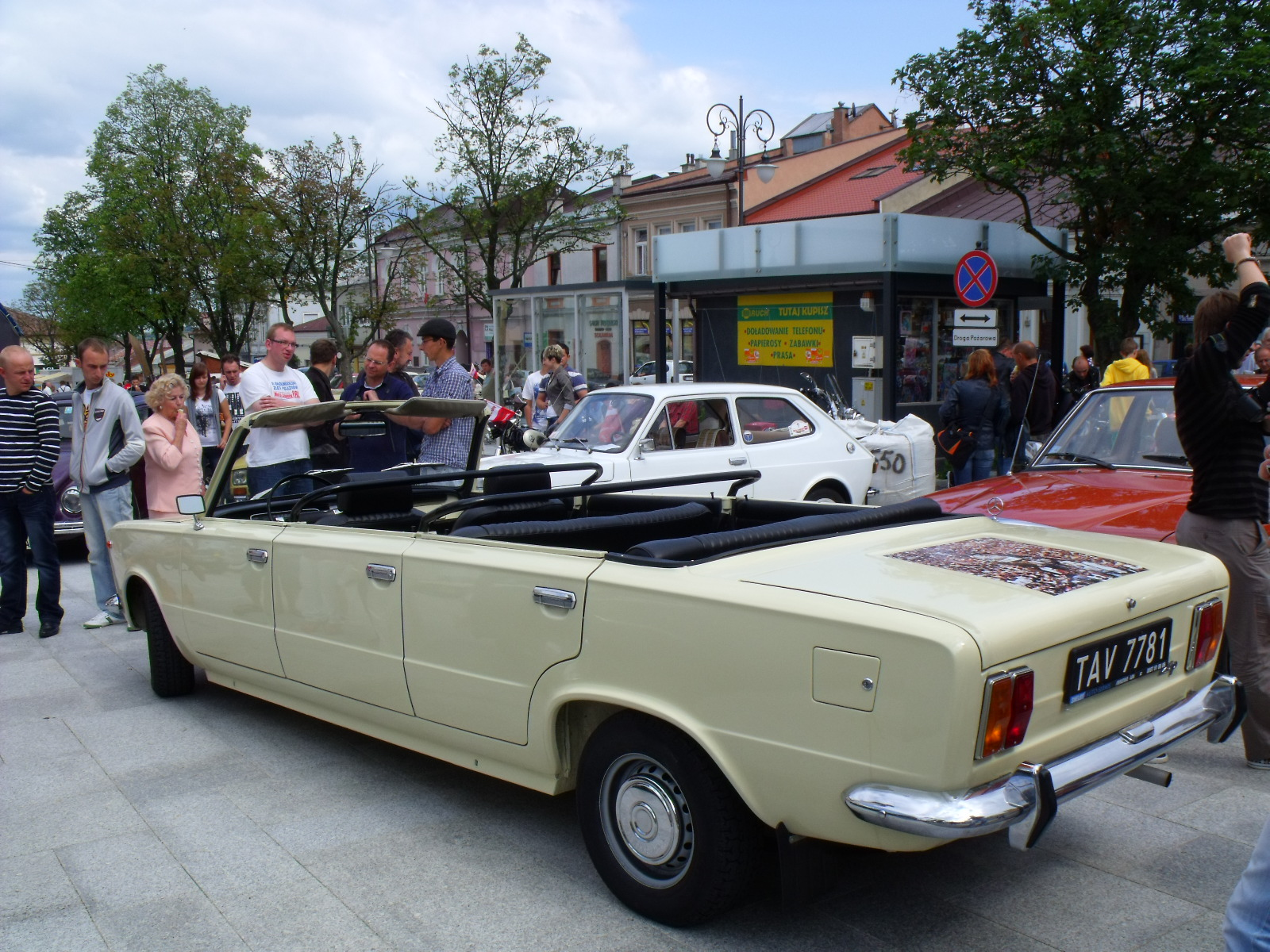
Polski Fiat 125p Limousine cabriolet

## Production
Entre le 28 novembre 1967, sortie de la première Fiat Polski 125p, et le 29 juin 1991 arrêt de la fabrication, 1 445 699 exemplaires ont été produits :
| Année | Production | Année | Production |
| ----- | ---------- | ----- | ---------- |
| 1967  | 75         | 1980  | 69 649     |
| 1968  | 7 101      | 1981  | 52 448     |
| 1969  | 14 736     | 1982  | 47 715     |
| 1970  | 31 986     | 1983  | 58 005     |
| 1971  | 52 352     | 1984  | 61 029     |
| 1972  | 59 728     | 1985  | 61 212     |
| 1973  | 82 853     | 1986  | 60 588     |
| 1974  | 104 381    | 1987  | 57 624     |
| 1975  | 114 327    | 1988  | 44 842     |
| 1976  | 116 940    | 1989  | 28 033     |
| 1977  | 104 432    | 1990  | 28 077     |
| 1978  | 98 075     | 1991  | 4 709      |
| 1979  | 84 858     | Total | 1 445 699  |

## Exportations
Entre 1968 et 1991, 874 966 exemplaires de la Fiat Polski 125p ont été exportés dans le monde :
| Pays                 | Quantité | Pays                   | Quantité |
| -------------------- | -------- | ---------------------- | -------- |
| Yougoslavie          | 114 526  | Pérou                  | 420      |
| Tchécoslovaquie      | 82 662   | Indonésie              | 386      |
| Hongrie              | 67 887   | Liberia                | 358      |
| Royaume-Uni          | 48 370   | Arabie saoudite        | 352      |
| Bulgarie             | 46 500   | Malte                  | 302      |
| Allemagne de l'Est   | 43 340   | Qatar                  | 273      |
| France               | 27 663   | Haïti                  | 262      |
| Égypte               | 21 699   | Nicaragua              | 239      |
| Colombie             | 14 875   | Nigeria                | 223      |
| Grèce                | 14 616   | Libye                  | 191      |
| Irak                 | 13 092   | Sierra Leone           | 185      |
| Chine                | 11 849   | République dominicaine | 180      |
| Finlande             | 11 561   | Syrie                  | 170      |
| Belgique             | 10 820   | Zaïre                  | 167      |
| Allemagne de l'Ouest | 8 864    | Guatemala              | 165      |
| Pays-Bas             | 5 746    | Tunisie                | 154      |
| Danemark             | 5 631    | Suède                  | 109      |
| Iran                 | 5 334    | Maroc                  | 100      |
| Équateur             | 2 504    | Singapour              | 80       |
| Norvège              | 2 377    | Sénégal                | 76       |
| Autriche             | 2 250    | Émirats arabes unis    | 69       |
| Thaïlande            | 1 873    | Cameroun               | 67       |
| Algérie              | 1 575    | République du Congo    | 51       |
| Pakistan             | 1 501    | Corée du Nord          | 41       |
| Liban                | 1 460    | Gibraltar              | 40       |
| Chili                | 1 290    | Viêt Nam               | 40       |
| Koweït               | 1 238    | Abu Dhabi              | 30       |
| Cuba                 | 1 229    | Côte d'Ivoire          | 27       |
| Îles Canaries        | 1 012    | Nouvelle-Zélande       | 26       |
| Suisse               | 1 005    | Union soviétique       | 23       |
| Albanie              | 943      | Turquie                | 20       |
| Islande              | 926      | Comores                | 19       |
| Malaisie             | 912      | États-Unis             | 12       |
| Chypre               | 870      | Japon                  | 8        |
| Irlande              | 868      | Fidji                  | 5        |
| Costa Rica           | 824      | Guinée                 | 4        |
| Panama               | 653      | Mali                   | 4        |
| Ghana                | 612      | Hong Kong              | 3        |
| Jordanie             | 476      | divers                 | 62       |